# Tommy Robinson
Stephen Christopher Yaxley-Lennon, känd under pseudonymen Tommy Robinson samt tidigare under pseudonymerna Andrew McMaster och Paul Harris, född 27 november 1982 i Luton, är en brittisk högerextrem aktivist. Sedan den 28 oktober 2024 avtjänar han ett 18 månaders fängelsestraff.
Robinson var med och grundade English Defence League (EDL), och ledde organisationen 2009–2013. Han har även varit medlem i British National Party, och 2015 blev han involverad i brittiska Pegida.
Robinson avtjänade fyra fängelsestraff mellan 2005 och 2019. 2013 reste han illegalt in i USA med hjälp av en väns pass. År 2021 fick han ett femårigt kontaktförbud för att ha trakasserat journalisten Lizzie Dearden och hennes partner. Samma år dömdes han för förtal av en 15-årig flykting och ålades betala £100,000 plus rättegångskostnader.
År 2022 erkände han att han spelat bort £100,000 innan han försattes i personlig konkurs med skulder på cirka £2 miljoner, inklusive obetalda skatter som utreds av brittiska skattemyndigheter.